# 国家认证认可监督管理委员会
国家认证认可监督管理委员会（简称国家认监委，缩写为CNCA），又称中华人民共和国国家认证认可监督管理局，是国家市场监督管理总局对外保留的牌子。

## 沿革
2001年8月29日，经国务院批准，中国国家认证认可监督管理委员会成立。中国国家认证认可监督管理委员会（简称国家认监委，对外又称中华人民共和国国家认证认可监督管理局）是国务院决定组建并授权，履行行政管理职能，统一管理、监督和综合协调全国认证认可工作的主管机构。是国家质量监督检验检疫总局管理的事业单位。
2018年机构改革前，国家认证认可监督管理委员会的机构设置是：直属部门包括办公室、直属机关党委、政策与法律事务部、认可监管部、认证监管部、注册管理部、实验室与检测监管部、国际合作部、财务管理部、科技与标准管理部；直属事业单位包括国家认证认可监督管理委员会机关服务中心、国家认证认可监督管理委员会信息中心、国家认证认可监督管理委员会认证认可技术研究所；管理的企事业单位、社会团体包括中国认证认可协会、中国合格评定国家认可中心、中国信息安全认证中心、中国检验认证集团公司、中国检验有限公司（香港）。
2018年3月17日第十三届全国人民代表大会第一次会议通过《第十三届全国人民代表大会第一次会议
关于国务院机构改革方案的决定》，批准《国务院机构改革方案》。方案规定：“组建国家市场监督管理总局。将国家工商行政管理总局的职责，国家质量监督检验检疫总局的职责，国家食品药品监督管理总局的职责，国家发展和改革委员会的价格监督检查与反垄断执法职责，商务部的经营者集中反垄断执法以及国务院反垄断委员会办公室等职责整合，组建国家市场监督管理总局，作为国务院直属机构。同时，组建国家药品监督管理局，由国家市场监督管理总局管理。将国家质量监督检验检疫总局的出入境检验检疫管理职责和队伍划入海关总署。保留国务院食品安全委员会、国务院反垄断委员会，具体工作由国家市场监督管理总局承担。国家认证认可监督管理委员会、国家标准化管理委员会职责划入国家市场监督管理总局，对外保留牌子。不再保留国家工商行政管理总局、国家质量监督检验检疫总局、国家食品药品监督管理总局。”

## 职责
2018年机构改革前，国家认证认可监督管理委员会的主要职责是：
1. 研究起草并贯彻执行国家认证认可、安全质量许可、卫生注册和合格评定方面的法律、法规和规章，制定、发布并组织实施认证认可和合格评定的监督管理制度、规定。
2. 研究提出并组织实施国家认证认可和合格评定工作的方针政策、制度和工作规则，协调并指导全国认证认可工作。监督管理相关的认可机构和人员注册机构。
3. 研究拟定国家实施强制性认证与安全质量许可制度的产品目录，制定并发布认证标志（标识）、合格评定程序和技术规则，组织实施强制性认证与安全质量许可工作。
4. 负责进出口食品和化妆品生产、加工单位卫生注册登记的评审和注册等工作，办理注册通报和向国外推荐事宜。
5. 依法监督和规范认证市场，监督管理自愿性认证、认证咨询与培训等中介服务和技术评价行为；根据有关规定，负责认证、认证咨询、培训机构和从事认证业务的检验机构（包括中外合资、合作机构和外商独资机构）的资质审批和监督；依法监督管理外国（地区）相关机构在境内的活动；受理有关认证认可的投诉和申诉，并组织查处；依法规范和监督市场认证行为，指导和推动认证中介服务组织的改革。
6. 管理相关校准、检测、检验实验室技术能力的评审和资格认定工作，组织实施对出入境检验检疫实验室和产品质量监督检验实验室的评审、计量认证、注册和资格认定工作；负责对承担强制性认证和安全质量许可的认证机构和承担相关认证检测业务的实验室、检验机构的审批；负责对从事相关校准、检测、检定、检查、检验检疫和鉴定等机构（包括中外合资、合作机构和外商独资机构）技术能力的资质审核。
7. 管理和协调以政府名义参加的认证认可和合格评定的国际合作活动，代表国家参加国际认可论坛（IAF）、太平洋认可合作组织（PAC）、国际人员认证协会（IPC）、国际实验室认可合作组织（ILAC）、亚太实验室认可合作组织（APLAC）等国际或区域性组织以及国际标准化组织（ISO）和国际电工委员会（IEC）的合格评定活动，签署与合格评定有关的协议、协定和议定书；归口协调和监督以非政府组织名义参加的国际或区域性合格评定组织的活动；负责ISO和IEC中国国家委员会的合格评定工作。负责认证认可、合格评定等国际活动的外事审批。
8. 负责与认证认可有关的国际准则、指南和标准的研究和宣传贯彻工作;管理认证认可与相关的合格评定的信息统计，承办世界贸易组织/技术性贸易壁垒协定、实施卫生与植物卫生措施协定中有关认证认可的通报和咨询工作。
9. 配合国家有关主管部门，研究拟订认证认可收费办法并对收费办法的执行情况进行监督检查[2]。

## 机构设置
2018年国务院机构改革后，国家市场监督管理总局认证监督管理司、认可与检验检测管理司承担国家认证认可监督管理委员会的具体职责。国务院机构改革后，国家认证认可监督管理委员会主任由国家市场监督管理总局副局长兼任。

## 历任领导
| 主任 - 王凤清（2001年－2005年） - 孙大伟（2005年10月－2017年6月） - 空缺 - 蒲淳（2023年12月－2025年1月，国家市场监督管理总局副局长兼） - 束为（2025年2月－，国家市场监督管理总局副局长兼） 常务副主任 - 孙大伟（2003年－2005年10月） 副主任 - 梁杰（2001年－？） - 夏铮铮（2001年－？） - 程方（2001年－2006年；2011年－2016年） - 刘卓慧（2001年－？） - 朱光沛（2005年－？） - 谢军（2005年－？） - 车文毅（2008年－？） - 王大宁（2008年－？） - 顾基平（2008年－？） - 刘卫军（2013年－？） - 董乐群（2015年－？） - 许增德（2016年－？） 总工程师 - 裘亦良（2001年－2005年） - 刘卫军（2005年－2013年） - 许增德（2013年－2016年） - 薄昱民（2016年－？） | 党组书记 - 王凤清（2001年－2005年） - 孙大伟（2005年10月－2017年6月） 党组副书记 - 孙大伟（2003年－2005年10月） - 刘卫军（2018年－？） 党组成员 - 梁杰（2001年－？） - 夏铮铮（2001年－？） - 程方（2001年－2006年；2011年－2016年） - 刘卓慧（2001年－？） - 裘亦良（2001年－2005年） - 朱光沛（2005年－？） - 谢军（2005年－？） - 刘卫军（2005年－2018年） - 车文毅（2008年－？） - 王大宁（2008年－？） - 顾基平（2008年－？） - 许增德（2013年－？） - 许武何（2014年－？） - 董乐群（2015年－？） 纪检组组长 - 顾基平（2013年9月－2014年，兼任） - 许武何（2014年－？） |